# 卡巴纳仁
卡巴纳仁（葡萄牙語：Cabanagem；1835年—1840年）是一场在巴西帝国大帕拉省发生的民众革命和分离主义运动。
这场起义的原因之一是大帕拉省人民極端貧困，受到巴西帝国的压迫，以及巴西独立后该省的政治地位被边缘化。
“卡巴纳仁”这个名字来源于北巴西最贫穷的河畔居民居住的小屋的类型，这些居民主要是混血种人、获释奴隶和原住民。虽然大帕拉的精英农场主生活较好，但他们对自己在中央政府决策中的缺位感到不满，这些决策由东南和东北省份主导。起义者被称为“卡巴诺”。
据估计，大帕拉省当时的人口约为10万人，其中有30%—40%在此次叛乱中丧生。1833年，该省有119877名居民，其中包括32751名美洲原住民、29977名黑人奴隶、42000名混血种人和15000名白人（其中超过一半为葡萄牙人）。